# Hexenexperiment

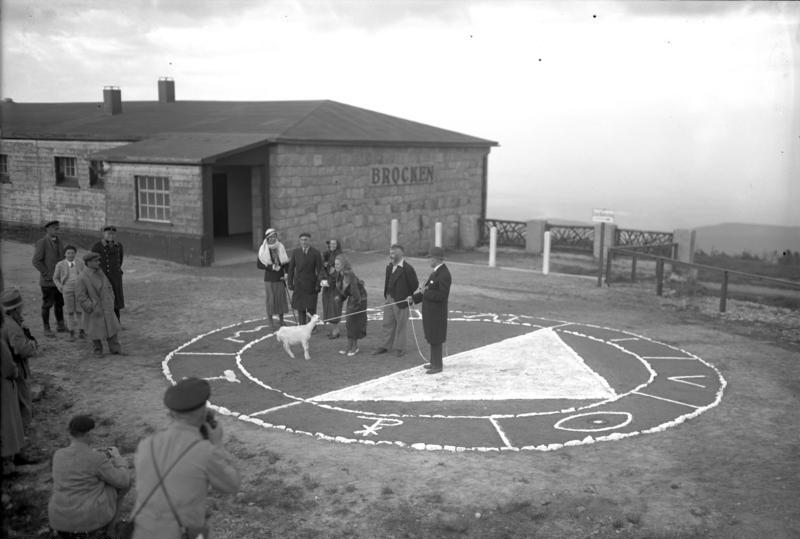
Hexenexperiment auf dem Brocken mit der Jungfrau und dem kleinen Ziegenbock

Das Hexenexperiment (oder auch Brockenexperiment) war ein Versuch des britischen Parapsychologen Harry Price zum Nachweis des Hexentums. Price war Direktor des National Laboratory of Psychical Research, der nationalen Forschungsstätte für parapsychologische Untersuchungen in London. Es wurde damit zum ersten Mal ein großes Experiment gewagt, um den mystischen Glauben und die Schwarze Magie alter Sagen experimentell zu untersuchen. Es fand zum 100. Todesjahr Johann Wolfgang von Goethes am Samstag, dem 18. Juni 1932 auf einem dem Hexentanzplatz zugewandten Plateau auf dem Brocken statt.
Der Brocken, der sagenumwobene Berg im Harz, wurde spätestens mit Goethes Faust I als Hexentreffpunkt mystifiziert. Der im Volksmund auch Blocksberg genannte Berg war nach Ansicht von Price der einzig mögliche Ort, um das Hexenexperiment durchzuführen.: S. 338 Grundlage des Experiments war die Sage, in einer Vollmondnacht könne ein Ziegenböcklein auf dem Brocken durch eine Jungfrau reinen Herzens in einen bildschönen Jüngling verwandelt werden. Price bediente mit dem Bild der Brockenhexe gezielt den Volksglauben.

## Umfeld
Die Inspiration soll Price durch die Transkription eines Grimoires gekommen sein, die er im Herbst 1931 erhalten hatte. Es enthielt nach seinen Worten eine handschriftliche Ausgabe magischer Formeln, die in einem deutschen Museum aufbewahrt würde. Es stamme etwa aus dem 15. Jahrhundert und enthalte viele Rituale für die Praxis der transzendentalen Magie. Unter vielen Experimenten war ein sogenannter Bloksberg Tryst (übersetzt etwa: „Stelldichein am Brocken“), den er daraufhin anwenden wollte.
Sein Unterstützer, Cyril Edwin Mitchinson Joad, assistierte Price. Auch Joad war an der Erforschung des Übernatürlichen interessiert, und zusammen mit Harry Price hatte er bereits eine Reihe von Geisterjagden durchgeführt. Er trat dem Ghost Club, bei dem Price dessen Präsident wurde, bei. Er engagierte sich in "psychischer" Forschung und reiste 1932 mit Price in den Harz zum „Bloksberg Tryst“. Die Reise ist in Price’ Aufzeichnungen ausführlich beschrieben. Sie kamen von Göttingen und erreichten am Freitag Wernigerode, wo ihnen als Teil des bi-nationalen, gesellschaftlichen Rahmenprogramms eine „real live witch“, also eine leibhaftige Hexe vorgestellt wurde, die sich dann aber als Laiendarstellerin des örtlichen Theaters entpuppte und so für allgemeine Heiterkeit sorgte. Den beiden Briten war ein wohlwollender Ruf vorausgeeilt und am folgenden Nachmittag sollten sie sich in Halberstadt einfinden, um dort die Ehrung „freedom of the city“ entgegenzunehmen. Die Ehrung erfolgte durch den hemdsärmeligen Vertreter des Bürgermeisters würdevoll und schlicht zugleich und nach der Zeremonie fragten sie sich untereinander, welche besondere Ehrung sie jetzt eigentlich erfahren hätten.: S. 342 f.
Das Experiment wurde vom Harzer Verkehrsverband, dem Touristenverband des Harzes, unterstützt, weil er sich durch diese Art von Bildungstourismus die wirtschaftliche Förderung der Region versprochen haben dürfte. Price schrieb in seinen Erinnerungen:

“In 1932 was celebrated throughout Germany the centenary of the immortal poet Goethe. The Harz Goethe Centenary Committee (the Harzer Verkehrsverband), hearing that I possessed a copy of the ritual of the Bloksberg Tryst, invited me to reproduce the experiment as part of the Goethejahr celebrations. I consented. Another reason why I decided to go - quite unofficially - was that I wished to emphasise the absolute futility of ancient magical ritual under twentieth-century conditions.”

„1932 wurde in ganz Deutschland die Hundertjahrfeier des unsterblichen Dichters Goethe gefeiert. Als das Harzer Komitee zur Hundertjahrfeier Goethes (Harzer Verkehrsverband) hörte, dass ich eine Kopie von dem Ritual der Bloksberg Tryst besaß, lud es mich ein, das Experiment als Teil der Goethejahr-Feiern zu wiederholen. Ich willigte ein. Ein weiterer Grund, warum ich beschlossen hatte zu gehen – ganz inoffiziell – war, dass ich die absolute Sinnlosigkeit des alten magischen Rituals unter den Bedingungen des 20. Jahrhunderts betonen wollte.“

## Das Experiment
Zur erforderlichen experimentellen Anordnung musste eine Reihe von Voraussetzungen erfüllt werden.

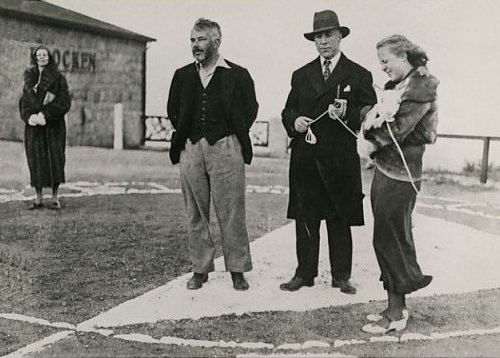
Urta Bohn mit der Ziege. Links die Mutter, Joad und Price.

Price hatte in der vorgeschriebenen Größe einen magischen Kreis mit den üblichen Symbolen und einem Dreieck darin anlegen lassen, das in Richtung des Hexentanzplatzes zeigte.: S. 338 Es brannte ein Feuer aus Kiefernholz, eine Schüssel mit Weihrauch war aufgestellt. Es fehlte nur die Sicht auf den Vollmond. Price hoffte noch, dieser werde im Laufe des Rituals erscheinen, so, wie er die Hoffnung auf die Therianthropie selbst auch für ein Wunder gehalten hätte.
Als geeignete Jungfrau wurde die ledige Urta Bohn angesehen, die das Experiment ausführte. Urta Bohn war Tochter des Breslauer Rechtsanwalts Erich Bohn (1874–1948), der ebenfalls an der Thematik interessiert war. Bohn war Vorsitzender der Breslauer Gesellschaft für psychische Forschung, die sich der wissenschaftlichen Erforschung parapsychologischer Phänomene widmete und sich 1896 vom Verband deutscher Okkultisten getrennt hatte.
Der Ziegenbock wurde mit einer eigens dafür hergestellten Salbe aus Fledermausblut, Ruß, Honig und einer von Kirchenglocken abgeschabten Substanz eingerieben. Das Abgeschabte von Kirchenglocken hatte Price zuvor von einem freundlichen Glöckner aus dem Glockenturm einer Kirche in Sussex erhalten. Wie es die Zauberformel verlangte, führte man den Bock an einer silbernen Kordel in den magischen Kreis. Nachdem er gesalbt worden war, warf man ihm ein weißes Laken über. Harry Price zählte mit monotoner Stimme und den vorgeschriebenen Pausen von eins bis zehn.
Nach einschlägigen, gleichlautenden Augenzeugenberichten war die Zuschauerschaft, die an die Hundert reichte, atem- und regungslos. Man hätte, wie Price später schrieb, eine Stecknadel fallen hören können. Und weiter: „Die reine Jungfer zog das weiße Laken herunter. Und da stand der Bock, nicht gerade in bester Verfassung mit all dem Blut und Honig und dem Abgeschabten von Kirchenglocken, und zitterte vor Kälte. Die Zuschauer klatschten herzlich Beifall, und die Forscher verkündeten, sie seien mit dem Ergebnis zufrieden. Sie hätten ohnehin nicht erwartet, dass der Zauber wirken werde. Es habe sich nur darum gehandelt, durch ein gewissenhaftes Experiment zu beweisen, dass an diesen ganzen Hexereigeschichten nichts dran sei.“
Das von ihm zitierte „Hochdeutsche Schwarze Buch“ war offensichtlich nicht existent. Diese Irreführung passte in sein Schema der geringen Ernsthaftigkeit seines Vorgehens.

## Rezeption
Price griff die Stimmung zu diesem Thema auf. Er nahm bewusst Bezug auf Goethe, der in seinem Werk „Faust I“ Dantes Göttliche Komödie verweltlichte und ironisierte, so wie Price die Transformation ebenfalls ironisierte und der Lächerlichkeit preisgab. Nicht zuletzt das von Margaret Alice Murray 1921 veröffentlichte Buch Witch-Cult in Western Europe wird sein Missfallen ausgelöst haben. Auch andere Kritiker brandmarkten Murrays Werk mit Äußerungen wie „weder die Unterlagen, mit denen sie ihre Hypothese auswählt, noch die Methode ihrer Interpretation überzeugen“. Trotz ihres streng wissenschaftlichen Ansatzes fand die anerkannte Ägyptologin in Fachkreisen für diese Theorien keine Zustimmung. Das Scheitern des von Price durchgeführten Versuchs auf dem Brocken sollte die Thesen dieses Neopaganismus in Misskredit ziehen.
Das Hexenexperiment wurde von vielen Zeitungen rezipiert. So hoben sie auch hervor, dass dadurch die freie Wissenschaft gefördert worden sei, weil „der wahre Wissenschaftler […] nach der Bedeutung aller Phänomene ohne Vorurteile“ frage.
Cyril Leslie Oakley entwickelte nach dem Experiment in seinem Artikel He-goats into young men: first steps into statistics 1943 den sogenannten Purity-in-Heart-Index (PHI) zur illustrativen Darstellung der Grundlagen pharmakologischer Statistik. David Colquhoun (* 1936) griff 1972 in einem Kapitel seines Lehrbuchs Lectures on Biostatistics: An Introduction to Statistics with Applications in Biology and Medicine diesen Gedanken auf.